# Mao Asada

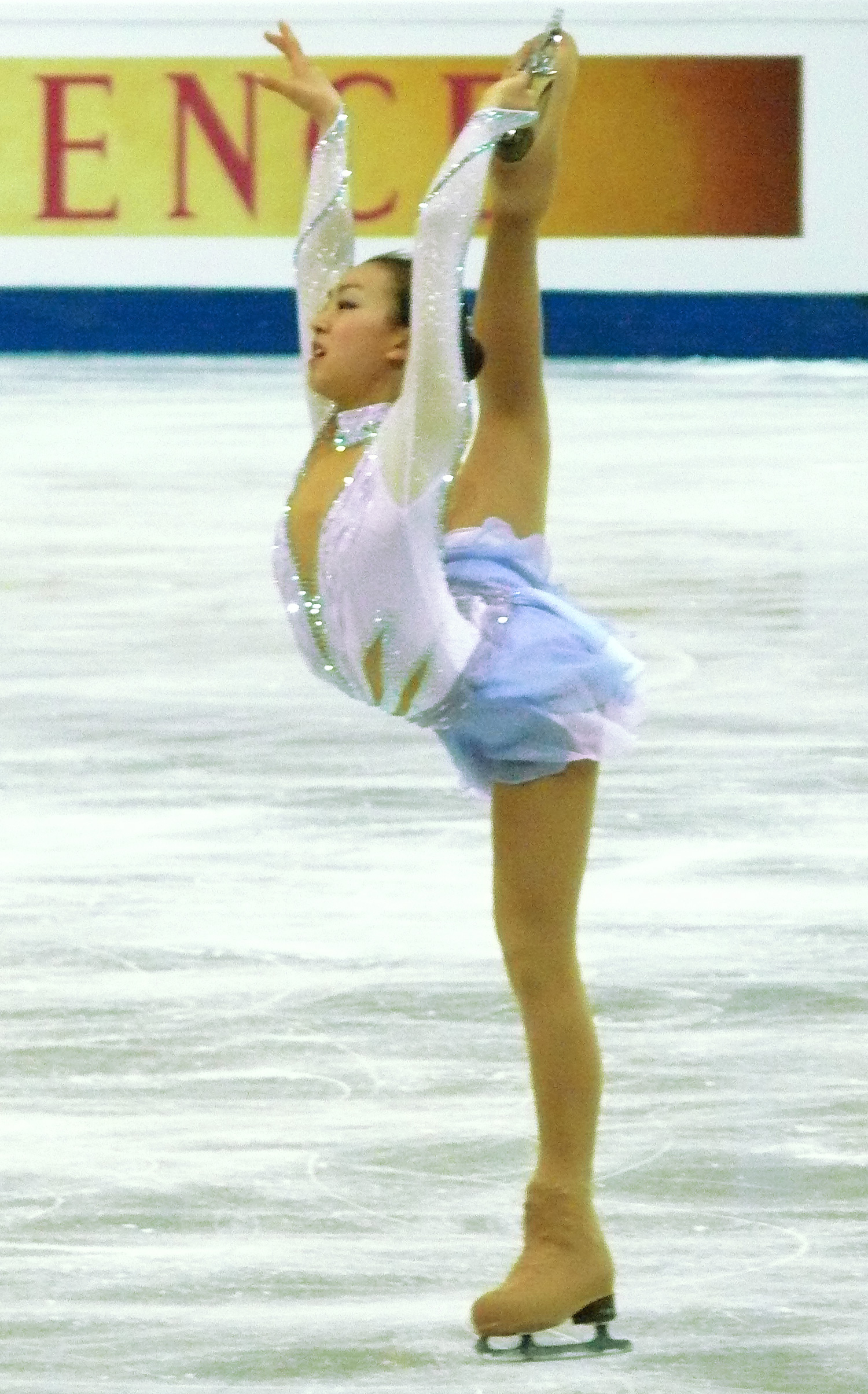
Mao Asada vid VM i konståkning 2008

Mao Asada, född 25 september 1990 i Nagoya, Japan, är en japansk konståkare. Hon blev tvåa vid damernas singelåkning i VM i konståkning 2007 och japansk mästare 2007 och 2008. Hon vann damernas singelåkning vid världsmästerskapen i konståkning 2008 i Göteborg den 20 mars 2008.

## Tävlingsmässiga höjdpunkter

### Senior
| Tävling                          | 2005–2006 | 2006–2007 | 2007–2008 | 2008–2009 | 2009–2010 |
| -------------------------------- | --------- | --------- | --------- | --------- | --------- |
| Olympiska vinterspelen           |           |           |           |           | 2:a       |
| Världsmästerskapen i konståkning |           | 2:a       | 1:a       | 4:a       | 1:a       |
| Four Continents                  |           |           | 1:a       | 3:a       | 1:a       |
| Grand Prix Final                 | 1:a       | 2:a       | 2:a       | 1:a       |           |